# Правило пріоритетності
Правило пріоритетності (рос. правило старшинства, англ. priority rule) — правило, що лежить в основі систем R—S, E—Z та назв конформацій. За ним атоми й групи атомів розташовуються в порядку зменшення атомних чисел, безпосередньо зв'язаних з центром хіральності (система R—S) або з подвійними зв'язками (система E—Z).
Порядок зменшення пріоритетності для замісників: I, Br, Cl, SR, SH, F, OH, NO2, NH2, CCl3, COCl, CHO, CH3, D, H.